# Макмилин (Вирџинија)
Макмилин (енгл. McMullin) насељено је место без административног статуса у америчкој савезној држави Вирџинија.

## Демографија
По попису из 2010. године број становника је 464.
| Група             | 2000.    | 2010.       |
| Белци             | 0 (0,0%) | 452 (97,4%) |
| Афроамериканци    | 0 (0,0%) | 6 (1,3%)    |
| Азијати           | 0 (0,0%) | 2 (0,4%)    |
| Хиспаноамериканци | 0 (0,0%) | 2 (0,4%)    |
| Укупно            | 0        | 464         |